# Lequeo

Mapa del istmo de Corinto donde se aprecia la situación de Lequeo.

Lequeo (en griego, Λεχαῖον) fue uno de los dos puertos antiguos de la ciudad de Corinto, en Grecia. Según una tradición, el nombre de los dos puertos de Corinto se debía a dos hijos de Poseidón y Pirene llamados Leques y Cencrias.

## Historia
Entre la ciudad de Corinto y Lequeo se habían construido los llamados Muros Largos, con una distancia de doce estadios, que protegían el camino y llegaban hasta el mar. Estos Muros Largos habían sido construidos hacia el año 450 a. C.
En el año 391 a. C. Lequeo fue escenario de una de las batallas de la guerra de Corinto, donde se enfrentaron Atenas y Esparta: la batalla terminó con victoria ateniense.
En tiempos de Estrabón, Lequeo no tenía una población importante. El geógrafo señala que a Lequeo, situado en el golfo de Corinto, llegaban los barcos procedentes de Italia mientras al otro puerto, que era Céncreas, en el golfo Sarónico, llegaban los barcos que procedían de Asia.
Pausanias ubica en Lequeo un templo de Poseidón con una imagen de bronce.